# Ulmu (okręg Călărași)
Ulmu – wieś w Rumunii, w okręgu Călărași, w gminie Ulmu. W 2011 roku liczyła 755 mieszkańców.